# Danh sách máy bay ném bom của Hoa Kỳ
Dưới đây là danh sách máy bay ném bom của Hoa Kỳ từ năm 1915 đến nay.

## 1915-1935
| Hình ảnh | Tên                         | Kiểu                                | Chuyến bay đầu tiên | Tình trạng             | Số lượng sản xuất |
| -------- | --------------------------- | ----------------------------------- | ------------------- | ---------------------- | ----------------- |
|          | Airco DH.4                  | Máy bay ném bom hạng nhẹ            | 1917                | Nghỉ hưu năm 1932      |                   |
|          | Bellanca 77-140             | Máy bay ném bom hạng trung          | 1934                | Nghỉ hưu năm 1942      | 4                 |
|          | Boeing B-17 Flying Fortress | Máy bay ném bom hạng nặng           | 1935                | Nghỉ hưu năm 1959      | 12.731            |
|          | Consolidated P2Y            | Tàu bay tuần tra hàng hải           | 1929                | Nghỉ hưu năm 1941      | 78                |
|          | Consolidated PBY Catalina   | Tàu bay tuần tra hàng hải/lưỡng cư  | 1935                | Nghỉ hưu năm 1982      | 4.051             |
|          | Curtiss A-3/A-4 Falcon      | Máy bay ném bom hạng nhẹ/cường kích | 1924                | Nghỉ hưu năm 1937      | 155               |
|          | Curtiss A-8                 | Máy bay ném bom hạng nhẹ/cường kích | 1931                | Nghỉ hưu năm 1939      | 13                |
|          | Curtiss A-12 Shrike         | Máy bay ném bom hạng nhẹ/cường kích | 1933                | Nghỉ hưu năm 1942      | 46                |
|          | Curtiss XA-14               | Máy bay ném bom hạng nhẹ/cường kích | 1935                | Nguyên mẫu đã nghỉ hưu | 1                 |
|          | Curtiss A-18 Shrike         | Máy bay ném bom hạng nhẹ/cường kích | 1935                | Nghỉ hưu năm 1943      | 13                |
|          | Curtiss B-2 Condor          | Máy bay ném bom hạng nặng           | 1929                | Nghỉ hưu năm 1934      | 13                |
|          | Curtiss BF2C Goshawk        | Máy bay tiêm kích-ném bom           | 1933                | Nghỉ hưu năm 1949      | 166               |
|          | Curtiss Model H             | Tàu bay tuần tra hàng hải           | 1917                | Nghỉ hưu               | 478               |
|          | Curtiss HS                  | Tàu bay tuần tra hàng hải           | 1917                | Nghỉ hưu               | 1.178             |
|          | Curtiss F5L                 | Tàu bay tuần tra hàng hải           | 1918                | Nghỉ hưu               | 227               |
|          | Curtiss CS                  | Máy bay thả ngư lôi                 | 1923                | Nghỉ hưu               | 83                |
|          | Curtiss SBC Helldiver       | Máy bay ném bom bổ nhào             | 1935                | Nghỉ hưu năm 1943      | 257               |
|          | Curtiss T-32 Condor II      | Máy bay ném bom/vận tải             | 1933                | Nghỉ hưu               | 45                |
|          | Douglas DT                  | Máy bay thả ngư lôi                 | 1921                | Nghỉ hưu               | 90                |
|          | Douglas B-18 Bolo           | Máy bay ném bom hạng trung          | 1935                | Nghỉ hưu năm 1946      | 350               |
|          | Douglas TBD Devastator      | Máy bay thả ngư lôi                 | 1935                | Nghỉ hưu năm 1944      | 130               |
|          | Douglas Y1B-7               | Máy bay ném bom hạng nặng           | 1931                | Nguyên mẫu đã nghỉ hưu | 8                 |
|          | Fokker XB-8                 | Máy bay ném bom hạng nặng           | 1929                | Nguyên mẫu đã nghỉ hưu | 7                 |
|          | Great Lakes BG              | Máy bay ném bom bổ nhào             | 1933                | Nghỉ hưu năm 1941      | 61                |
|          | Huff-Daland XB-1            | Máy bay ném bom hạng nặng           | 1927                | Nguyên mẫu đã nghỉ hưu | 1                 |
|          | Keystone B-3                | Máy bay ném bom hạng nhẹ            | 1929                | Nghỉ hưu năm 1940      | 36                |
|          | Keystone B-4                | Máy bay ném bom hạng nặng           | 1930                | Nghỉ hưu               | 30                |
|          | Keystone B-5                | Máy bay ném bom hạng nặng           | 1929                | Nghỉ hưu               | 30                |
|          | Keystone B-6                | Máy bay ném bom hạng nặng           | 1931                | Nghỉ hưu               | 44                |
|          | Martin B-10                 | Máy bay ném bom hạng nặng           | 1932                | Nghỉ hưu năm 1949      | 342               |
|          | Martin MBT/MT               | Máy bay ném bom                     | 1918                | Nghỉ hưu               | 20                |
|          | Martin NBS-1                | Máy bay ném bom ban đêm             | 1920                | Nghỉ hưu năm 1929      | 130               |
|          | Martin T3M                  | Máy bay thả ngư lôi                 | 1926                | Nghỉ hưu năm 1932      | 124               |
|          | Martin T4M                  | Máy bay thả ngư lôi                 | 1927                | Nghỉ hưu năm 1938      | 155               |
|          | Northrop A-17               | Máy bay cường kích                  | 1935                | Nghỉ hưu năm 1944      | 411               |
|          | Northrop BT                 | Máy bay ném bom bổ nhào             | 1935                | Nghỉ hưu năm 1941      | 55                |

## 1936-1945
| Hình ảnh | Tên                                  | Kiểu                                         | Chuyến bay đầu tiên | Tình trạng                | Số lượng sản xuất |
| -------- | ------------------------------------ | -------------------------------------------- | ------------------- | ------------------------- | ----------------- |
|          | Beechcraft XA-38 Grizzly             | Máy bay ném bom hạng trung/cường kích        | 1944                | Nguyên mẫu đã nghỉ hưu    | 2                 |
|          | Boeing B-29 Superfortress/Washington | Máy bay ném bom hạng nặng                    | 1942                | Nghỉ hưu năm 1960         | 3.970             |
|          | Boeing Model 306                     | Máy bay ném bom hạng nặng                    | —                   | Dự án bị loại bỏ năm 1935 | 0                 |
|          | Boeing XB-15                         | Máy bay ném bom hạng nặng                    | 1937                | Nguyên mẫu đã nghỉ hưu    | 1                 |
|          | Boeing XB-38 Flying Fortress         | Máy bay ném bom hạng nặng                    | 1943                | Dự án bị loại bỏ năm 1943 | 1                 |
|          | Boeing XB-39 Superfortress           | Máy bay ném bom hạng nặng                    | 1944                | Nguyên mẫu đã nghỉ hưu    | 1                 |
|          | Boeing XF8B                          | Máy bay tiêm kích-ném bom                    | 1944                | Nguyên mẫu đã nghỉ hưu    | 3                 |
|          | Boeing XPBB Sea Ranger               | Tàu bay tuần tra hàng hải                    | 1942                | Nguyên mẫu đã nghỉ hưu    | 1                 |
|          | Brewster SB2A Buccaneer              | Máy bay ném bom trinh sát                    | 1941                | Nghỉ hưu năm 1944         | 771               |
|          | Consolidated B-24 Liberator          | Máy bay ném bom hạng nặng                    | 1939                | Nghỉ hưu năm 1968         | 18.482            |
|          | Consolidated B-32 Dominator          | Máy bay ném bom hạng nặng                    | 1942                | Nghỉ hưu năm 1945         | 118               |
|          | Consolidated PB4Y-2 Privateer        | Máy bay ném bom tuần tra hàng hải            | 1943                | Nghỉ hưu năm 1962         | 739               |
|          | Consolidated PB2Y Coronado           | Tàu bay tuần tra hàng hải                    | 1937                | Nghỉ hưu năm 1945         | 217               |
|          | Consolidated XP4Y Corregidor         | Tàu bay tuần tra hàng hải                    | 1939                | Nguyên mẫu đã nghỉ hưu    | 1                 |
|          | Curtiss SB2C Helldiver/A-25 Shrike   | Máy bay ném bom bổ nhào                      | 1940                | Nghỉ hưu năm 1959         | 7.140             |
|          | Curtiss XBTC                         | Máy bay thả ngư lôi                          | 1945                | Nguyên mẫu đã nghỉ hưu    | 2                 |
|          | Curtiss XSB3C                        | Máy bay ném bom bổ nhào                      | —                   | Dự án bị loại bỏ năm 1941 | 0                 |
|          | Douglas A-1 Skyraider                | Máy bay cường kích                           | 1945                | Nghỉ hưu năm 1985         | 3.180             |
|          | Douglas A-20 Havoc                   | Máy bay ném bom hạng trung                   | 1939                | Nghỉ hưu năm 1949         | 7.478             |
|          | Douglas A-26 Invader                 | Máy bay ném bom hạng trung                   | 1942                | Nghỉ hưu năm 1980         | 2.452             |
|          | Douglas XB-19                        | Máy bay ném bom hạng nặng                    | 1941                | Nguyên mẫu đã nghỉ hưu    | 1                 |
|          | Douglas XB-22                        | Máy bay ném bom hạng trung                   | —                   | Dự án bị loại bỏ          | 0                 |
|          | Douglas B-23 Dragon                  | Máy bay ném bom hạng trung                   | 1939                | Nghỉ hưu                  | 38                |
|          | Douglas SBD Dauntless                | Máy bay ném bom bổ nhào                      | 1940                | Nghỉ hưu năm 1959         | 5.936             |
|          | Douglas BTD Destroyer                | Máy bay ném bom bổ nhào/thả ngư lôi          | 1943                | Nghỉ hưu năm 1945         | 30                |
|          | Douglas XTB2D Skypirate              | Máy bay thả ngư lôi                          | 1945                | Nguyên mẫu đã nghỉ hưu    | 2                 |
|          | Grumman TBF Avenger                  | Máy bay thả ngư lôi                          | 1941                | Nghỉ hưu năm 1966         | 9.839             |
|          | Grumman AF Guardian                  | Máy bay chống tàu ngầm                       | 1945                | Nghỉ hưu năm 1955         | 389               |
|          | Grumman XTB2F                        | Máy bay thả ngư lôi                          | —                   | Dự án bị loại bỏ năm 1944 | 0                 |
|          | Hall XPTBH                           | Máy bay thả ngư lôi                          | 1937                | Nguyên mẫu đã nghỉ hưu    | 1                 |
|          | Kaiser-Fleetwings XBTK               | Máy bay ném bom bổ nhào/thả ngư lôi          | 1945                | Dự án bị loại bỏ năm 1946 | 5                 |
|          | Lockheed Hudson                      | Máy bay ném bom hạng trung/tuần tra hàng hải | 1938                | Nghỉ hưu năm 1948         | 2.941             |
|          | Lockheed P2V Neptune                 | Máy bay tuần tra hàng hải                    | 1945                | Nghỉ hưu năm 1984         | 1.132             |
|          | Lockheed Ventura/Harpoon             | Máy bay ném bom hạng trung/tuần tra hàng hải | 1941                | Nghỉ hưu năm 1974         | 3.010             |
|          | Lockheed XB-30                       | Máy bay ném bom hạng nặng                    | —                   | Dự án bị loại bỏ          | 0                 |
|          | Martin B-26 Marauder                 | Máy bay ném bom hạng trung                   | 1940                | Nghỉ hưu năm 1946         | 5.288             |
|          | Martin Baltimore                     | Máy bay ném bom hạng trung                   | 1941                | Nghỉ hưu năm 1949         | 1.575             |
|          | Martin PBM Mariner                   | Tàu bay tuần tra hàng hải                    | 1939                | Nghỉ hưu năm 1964         | 1.285             |
|          | Martin Maryland                      | Máy bay ném bom hạng trung/trinh sát         | 1939                | Nghỉ hưu năm 1945         | 450               |
|          | Martin AM Mauler                     | Máy bay cường kích                           | 1944                | Nghỉ hưu năm 1953         | 151               |
|          | Martin XB-27                         | Máy bay ném bom hạng nặng                    | —                   | Dự án bị loại bỏ          | 0                 |
|          | Martin XB-33 Super Marauder          | Máy bay ném bom hạng nặng                    | —                   | Dự án bị loại bỏ          | 0                 |
|          | Naval Aircraft Factory SBN           | Máy bay ném bom bổ nhào                      | 1936                | Nghỉ hưu năm 1942         | 31                |
|          | North American A-27                  | Máy bay cường kích                           | 1940                | Nghỉ hưu năm 1941         | 10                |
|          | North American T-6 Texan             | Máy bay cường kích                           | 1940                | Nghỉ hưu                  | 15.495            |
|          | North American XB-21                 | Máy bay ném bom hạng trung                   | 1936                | Nguyên mẫu đã nghỉ hưu    | 1                 |
|          | North American B-25 Mitchell         | Máy bay ném bom hạng trung                   | 1940                | Nghỉ hưu năm 1979         | 9.984             |
|          | North American XB-28                 | Máy bay ném bom hạng trung                   | 1942                | Nguyên mẫu đã nghỉ hưu    | 2                 |
|          | Northrop N-3PB Nomad                 | Máy bay ném bom tuần tra hàng hải            | 1940                | Nghỉ hưu năm 1943         | 24                |
|          | Republic P-47                        | Máy bay tiêm kích-ném bom                    | 1941                | Nghỉ hưu năm 1966         | 15.678            |
|          | Vought F4U Corsair                   | Máy bay tiêm kích-ném bom                    | 1940                | Nghỉ hưu năm 1979         | 12.571            |
|          | Vought SB2U Vindicator/Chesapeake    | Máy bay ném bom bổ nhào                      | 1936                | Nghỉ hưu năm 1945         | 260               |
|          | Vought TBU/Consolidated TBY Sea Wolf | Máy bay thả ngư lôi                          | 1941                | Nghỉ hưu năm 1948         | 180               |
|          | Vultee Vengeance                     | Máy bay ném bom bổ nhào                      | 1941                | Nghỉ hưu năm 1945         | 1.528             |

## 1946-nay
| Hình ảnh | Tên                                       | Kiểu                             | Chuyến bay đầu tiên | Tải trọng bom (kg) | Tình trạng                 | Số lượng sản xuất |
| -------- | ----------------------------------------- | -------------------------------- | ------------------- | ------------------ | -------------------------- | ----------------- |
|          | Boeing B-47 Stratojet                     | Máy bay ném bom chiến lược       | 1947                | 11.340             | Nghỉ hưu năm 1977          | 2.032             |
|          | Boeing B-50 Superfortress                 | Máy bay ném bom chiến lược       | 1947                | 12.700             | Nghỉ hưu năm 1965          | 370               |
|          | Boeing B-52 Stratofortress                | Máy bay ném bom chiến lược       | 1952                | 31.500             | Đang phục vụ               | 744               |
|          | Boeing XB-54                              | Máy bay ném bom chiến lược       | —                   | 16.400             | Dự án bị loại bỏ năm 1948  | 0                 |
|          | Boeing XB-56                              | Máy bay ném bom chiến lược       | —                   | 11.300             | Dự án bị loại bỏ năm 1950  | 0                 |
|          | Boeing XB-59                              | Máy bay ném bom chiến lược       | —                   | 4.500              | Dự án bị loại bỏ năm 1952  | 0                 |
|          | Cessna A-37 Dragonfly                     | Máy bay cường kích               | 1963                | 1.860              | Nghỉ hưu                   | 577               |
|          | Convair B-36 Peacemaker                   | Máy bay ném bom hạng nặng        | 1946                | 39.600             | Nghỉ hưu năm 1959          | 384               |
|          | Convair B-58 Hustler                      | Máy bay ném bom chiến lược       | 1956                | 8.820              | Nghỉ hưu năm 1970          | 116               |
|          | Convair XB-46                             | Máy bay ném bom hạng nặng        | 1947                | 10.000             | Nguyên mẫu đã nghỉ hưu     | 1                 |
|          | Convair YB-60                             | Máy bay ném bom hạng nặng        | 1952                | 33.000             | Nguyên mẫu đã nghỉ hưu     | 2                 |
|          | Douglas A2D Skyshark                      | Máy bay cường kích               | 1950                | 2.500              | Nguyên mẫu đã nghỉ hưu     | 8                 |
|          | Douglas A-3 Skywarrior                    | Máy bay ném bom chiến lược       | 1956                | 5.800              | Nghỉ hưu năm 1991          | 282               |
|          | Douglas A-4 Skyhawk                       | Máy bay cường kích               | 1954                | 3.720              | Nghỉ hưu                   | 2.960             |
|          | Douglas B-66 Destroyer                    | Máy bay ném bom hạng nhẹ         | 1954                | 6.800              | Nghỉ hưu năm 1973          | 72                |
|          | Fairchild Republic A-10 Thunderbolt II    | Máy bay cường kích               | 1972                | 7.260              | Đang phục vụ               | 716               |
|          | General Dynamics F-111 Aardvark           | Máy bay ném bom hạng trung       | 1967                | 14.300             | Nghỉ hưu năm 1998          | 563               |
|          | Grumman A-6 Intruder                      | Máy bay cường kích               | 1960                | 8.200              | Nghỉ hưu năm 1997          | 693               |
|          | Grumman F9F Panther                       | Máy bay tiêm kích-ném bom        | 1947                | 910                | Nghỉ hưu năm 1969          | 1.382             |
|          | Grumman OV-1 Mohawk                       | Máy bay cường kích               | 1959                | 450                | Đang phục vụ               | 380               |
|          | Grumman S-2 Tracker                       | Máy bay chống tàu ngầm           | 1952                | 2.200              | Đang phục vụ               | 1.284             |
|          | Lockheed F-117 Nighthawk                  | Máy bay cường kích tàng hình     | 1981                | 2.300              | Nghỉ hưu năm 2008          | 64                |
|          | Lockheed P-3 Orion/CP-140 Aurora/Arcturus | Máy bay tuần tra hàng hải        | 1959                | 9.100              | Đang phục vụ               | 757               |
|          | Lockheed S-3 Viking                       | Máy bay chống tàu ngầm           | 1972                | 2.200              | Nghỉ hưu                   | 188               |
|          | Martin B-57 Canberra                      | Máy bay ném bom trinh sát        | 1953                | 3.300              | Nghỉ hưu                   | 403               |
|          | Martin P4M Mercator                       | Máy bay tuần tra hàng hải        | 1946                | 5.400              | Nghỉ hưu năm 1960          | 21                |
|          | Martin P5M Marlin                         | Máy bay tuần tra hàng hải        | 1948                | 7.200              | Nghỉ hưu năm 1967          | 285               |
|          | Martin P6M SeaMaster                      | Máy bay ném bom chiến lược       | 1955                | 14.000             | Nghỉ hưu năm 1959          | 12                |
|          | Martin XB-48                              | Máy bay ném bom hạng trung       | 1947                | 9.000              | Nguyên mẫu đã nghỉ hưu     | 2                 |
|          | Martin XB-51                              | Máy bay cường kích               | 1949                | 4.700              | Nguyên mẫu đã nghỉ hưu     | 2                 |
|          | McDonnell Douglas A-12 Avenger II         | Máy bay cường kích               | —                   | 2.300              | Dự án bị loại bỏ năm 1983  | 0                 |
|          | McDonnell Douglas AV-8B Harrier II        | Máy bay cường kích               | 1978                | 4.200              | Đang phục vụ               | 323               |
|          | McDonnell Douglas F-4 Phantom II          | Máy bay tiêm kích-ném bom        | 1958                | 8.500              | Nghỉ hưu năm 2016          | 5.195             |
|          | McDonnell Douglas F/A-18 Hornet           | Máy bay tiêm kích đa năng        | 1978                | 6.200              | Đang phục vụ               | 1.480             |
|          | North American A-5 Vigilante              | Máy bay ném bom trinh sát        | 1958                | 6.200              | Nghỉ hưu năm 1980          | 156               |
|          | North American AJ/A-2 Savage              | Máy bay ném bom hạng trung       | 1948                | 5.400              | Nghỉ hưu năm 1964          | 143               |
|          | North American B-45 Tornado               | Máy bay ném bom trinh sát        | 1947                | 10.000             | Nghỉ hưu năm 1959          | 143               |
|          | North American Rockwell OV-10 Bronco      | Máy bay cường kích               | 1965                | 230                | Đang phục vụ               | 370               |
|          | North American T-28 Trojan                | Máy bay cường kích               | 1949                | 540                | Nghỉ hưu năm 1994          | 1.948             |
|          | North American XA2J Super Savage          | Máy bay cường kích               | 1952                | 4.800              | Nguyên mẫu đã nghỉ hưu     | 1                 |
|          | North American XB-70 Valkyrie             | Máy bay ném bom chiến lược       | 1964                | 22.500             | Nguyên mẫu đã nghỉ hưu     | 2                 |
|          | Northrop Grumman B-2 Spirit               | Máy bay ném bom tàng hình        | 1989                | 18.000             | Đang phục vụ               | 21                |
|          | Northrop Grumman B-21 Raider              | Máy bay ném bom tàng hình        | 2023 (dự kiến)      | 18.000 (ước tính)  | Trong giai đoạn phát triển | 1                 |
|          | Northrop YA-9                             | Máy bay cường kích               | 1972                | 7.300              | Nguyên mẫu đã nghỉ hưu     | 2                 |
|          | Northrop YB-35                            | Máy bay ném bom hạng nặng        | 1946                | 23.200             | Nguyên mẫu đã nghỉ hưu     | 4                 |
|          | Northrop YB-49                            | Máy bay ném bom hạng nặng        | 1947                | 7.300              | Nguyên mẫu đã nghỉ hưu     | 4                 |
|          | Piper PA-48 Enforcer                      | Máy bay chống nổi dậy/cường kích | 1971                | 2.600              | Nguyên mẫu đã nghỉ hưu     | 4                 |
|          | Republic F-84 Thunderjet                  | Máy bay tiêm kích-ném bom        | 1946                | 2.000              | Nghỉ hưu năm 1973          | 7.524             |
|          | Republic F-84F Thunderstreak              | Máy bay tiêm kích-ném bom        | 1954                | 2.700              | Nghỉ hưu năm 1991          | 3.428             |
|          | Republic F-105 Thunderchief               | Máy bay tiêm kích-ném bom        | 1955                | 6.400              | Nghỉ hưu năm 1984          | 833               |
|          | Rockwell B-1 Lancer                       | Máy bay ném bom chiến lược       | 1974                | 57.000             | Đang phục vụ               | 104               |